# Bienvenido Santos
Bienvenido N. Santos (n. 1911 - d. 7 ianuarie 1996) a fost un scriitor filipinez ce a trăit mult timp în SUA.